# Please Help Emily
Please Help Emily è un film muto del 1917 diretto da Dell Henderson. La sceneggiatura di Joseph F. Poland si basa sull'omonimo lavoro teatrale di H. M. Harwood andato in scena a Broadway il 14 agosto 1916 con Anna Murdock. Oltre alla stessa Ann Murdock, gli altri interpreti del film erano Hubert Druce, Amy Veness, Grace Carlyle, Katherine Stewart, Rex McDougall e Ferdinand Gottschalk, anche lui interprete della commedia di Broadway nel ruolo di Threadgold. Nel 1926, la Famous Players-Lasky Corporation ne farà un rifacimento diretto da Erle C. Kenton dal titolo The Palm Beach Girl con protagonisti Bebe Daniels e Lawrence Gray.

## Trama
Emily è una ragazza capricciosa e caparbia. Una sera, dopo essere andata a ballare, si accorge di avere lasciato le chiavi a casa. Decide così di passare la sera nell'appartamento di Richard Totter, un suo corteggiatore. Quando lui torna a casa e vi trova Emily, l'accompagna a casa di sua zia Geraldine. Lungo la strada, i due si fermano a cenare sulla spiaggia ed Emily, determinata a pernottare fuori e a farsi una nuotata, corrompe uno dei camerieri affinché nasconda il suo cane. Fingendo di non trovarlo, si rifiuta di andarsene se non lo trova. All'albergo arriva zia Geraldine con Herbert Threadgold, un altro degli ammiratori di Emily, scoprendo la nipote con Trotter. Lo scandalo sta montando. Un poliziotto, pensando che la ragazza sia stata rapita, arresta tutti ma l'equivoco viene presto chiarito ed Emily decide di accettare l'amore di Trotter.

## Produzione
Il film fu prodotto dalla Empire All Star Corp.

## Distribuzione
Il copyright del film, richiesto dalla Empire All Star Corp., fu registrato il 19 novembre 1917 con il numero LP11956.
Distribuito dalla Mutual, il film uscì nelle sale cinematografiche statunitensi il 19 novembre 1917.
Non si conoscono copie ancora esistenti della pellicola che viene considerata presumibilmente perduta.